# Educação na ditadura militar brasileira
Educação na ditadura militar brasileira refere-se a políticas, processos e práticas educacionais adotadas no Brasil durante o regime militar que durou de 1964 a 1985.
Houve uma intensa ingerência dos militares no ensino brasileiro durante o período. Para a historiografia, considerando a censura, os exílios, assassinatos, perseguições, há relatos e fatos do período de 21 anos ter sido um "tempo sombrio" para a educação e a sociedade brasileira. O ensino na época tinha um público alvo bem particular, adotando uma tendência mundial de padronização taylorista-fordista técno-científica da época. Existem relatos divergentes com relação ao ensino da época em São Paulo, devido os complexos e múltiplos embates e resistências.
Antes do golpe civil-militar de 1964, a educação no Brasil vinha sendo construída, sobretudo depois do Estado Novo (nos anos 30) e com a democratização política, por diversos setores. Os desafios mais flagrantes consistiam na alfabetização de crianças, jovens e adultos e no acesso a um ensino público de qualidade, tanto no nível básico, fundamental, quanto no ensino superior. Uma série de reivindicações, causas, pautas, projetos e lutas de educadores, da sociedade civil e de estudantes intensificam-se nos anos 40 e 50, mas acabam sendo interrompidas a partir de 1964. Os educadores mais atuantes pela causa de uma educação pública de qualidade, como Anísio Teixeira (principal idealizador das grandes transformações da educação brasileira no século XX), Paulo Freire (criador do Método Paulo Freire), Darci Ribeiro (ativo nas políticas institucionais, chegando a ser ministro da Educação) e Florestan Fernandes, são exilados (o primeiro é encontrado morto) e têm suas políticas educacionais, métodos e causas impedidas pela ditadura militar.

## Antecedentes: educação no Brasil antes de 1964

### Anos 30 e 40: construção de um sistema nacional de ensino
Foi na década de 1930 que surgiu pela primeira vez por parte do governo brasileiro o objetivo da criação de um sistema nacional de educação. Antes, os estados tinham autonomia financeira e pedagógica e responsabilidade exclusiva na área, autonomia que foi reduzida depois da Revolução de 1930, a partir da qual o governo criara medidas centralizadoras, como a criação do Ministério da Educação e Saúde Pública, responsável por edificar um sistema nacional de educação exigido e reivindicado por muitos intelectuais e educadores. As exigências tinham algumas propostas básicas: alfabetização urgente da população (a maioria iletrada), educar o cidadão, atender a capacidade dirigente das elites e qualificar trabalhadores para funções produtivas mais complexas.
É justamente nesse período que surgem muitas polêmicas em torno da educação brasileira, que, de certa forma, ajudarão também a entender o golpe de 1964 e o trato com a educação brasileira durante a ditadura militar que viria. O debate mais acirrado e que merece destaque na historiografia da educação no Brasil se dá entre católicos e a Igreja Católica, que defendiam a presença do ensino religioso nas escolas públicas, empresários que buscavam uma educação para o mercado e um grupo de educadores progressistas — entre eles, o professor Anísio Teixeira, principal idealizador das grandes transformações da educação brasileira no século XX, autor de vários livros sobre a educação — que assinou, em 1932, o Manifesto dos Pioneiros da Educação Nova, defendendo um Estado de República civil com uma escola única, gratuita, laica, na qual tanto meninos quanto meninas compartilhassem a mesma sala de aula. O Inep, Instituto Nacional de Estudos e Pesquisas Educacionais, órgão que coordena os sistemas de avaliação do ensino no Brasil, é fundado em 1937, com centros regionais de pesquisa (que serão fechados de forma arbitrária décadas depois pelos militares na ditadura e só retornarão com a redemocratização, que também faz com que o Instituto leve o nome de Anísio Teixeira, em homenagem à sua constante luta educacional e por ele ter assumido a direção do Instituto em 1952, quando elabora um modelo que faz o órgão ser reconhecido nacional e internacionalmente).
Porém, as primeiras "leis orgânicas" da Educação são decretadas apenas no fim da Era Vargas (1930-1946) e no começo do governo de Eurico Gaspar Dutra, apesar de tanto debate sobre o rumo da educação brasileira nas décadas anteriores. Isto prova que o encaminhamento da Educação nacional se dá em períodos de avanços democráticos e garantias de direitos e liberdades. As diretrizes do novo sistema nacional de ensino, os seus ciclos, objetivos e currículos constavam nestas leis, formuladas diretamente pelo poder Executivo. Fez-se, naquele momento, como fruto da ideologia trabalhista de Getúlio Vargas, divisão contundente da sociedade brasileira, marca deixada por Gustavo Capanema, ministro da Educação e Saúde do Estado Novo, que se estendeu pelas décadas seguintes: o ensino das elites e o ensino das massas trabalhadoras, ou seja, de um lado, uma elite industrial, "ilustrada", culta e, do outro, um trabalhador ordeiro e saudável.
Com a queda do Estado Novo, surge a Constituição Federal de 1946, sancionada pelo então presidente Dutra, que garante uma série de direitos civis, democráticos e que muda os rumos nacionais, onde o Brasil experimenta período democrático, só interrompido com o golpe de 1964. A Lei Orgânica do Ensino Primário de 1946 determina a obrigatoriedade e gratuidade do ensino primário no Brasil. Neste momento, discute-se a elaboração de uma Lei de Diretrizes e Bases da Educação (LDB) na Constituição, capaz de reformular o sistema nacional pelo poder Legislativo. Entre as "leis orgânicas" da Era Vargas e uma LDB a ser construída pelo Legislativo havia a representação de um avanço democrático. Porém, a primeira LDB é aprovada somente em 1961, depois de muitos debates em universidades, institutos de pesquisa, entre movimentos sociais e no Congresso Nacional.
Antes da primeira LDB de 1961, o sistema de ensino brasileiro era composto por três níveis: ensino primário, ensino médio e ensino superior.
O ensino primário cumpria a tarefa de alfabetizar e era dividido em "fundamental", para as crianças que tinham de 7 a 12 anos, e "supletivo", para pessoas fora da idade escolar. Mas tal determinação não era cumprida: o número de escolas era insuficiente, o ensino público tinha defasagens e a pobreza da população brasileira era pungente. A maioria das famílias brasileiras, carente, não conseguia evitar a evasão escolar. Para agravar a situação, somente metade dos professores em exercício nas escolas públicas possuía formação, além da má remuneração. Os leigos eram maioria nas zonas rurais do Brasil.
O ensino médio possuía enormes diferenças do que atualmente tem o mesmo nome. Era dividido entre o "ensino secundário" (ginasial, de 12 a 15 anos, e colegial, de 15 a 18 anos), o "ensino técnico", que poderia ser industrial, agrícola e comercial, e o "magistério" (para formar professores)..
O ensino superior, por sua vez, compreendia as universidades formadas pela junção das faculdades de direito, engenharia e medicina, e uma destas poderia ser substituída por educação, ciência e letras.
Os livros didáticos e os currículos e conteúdos pedagógicos para os níveis primário e médio eram estabelecidos por decisões governamentais e cumpridos pelas escolas públicas e escolas privadas. A Constituição de 1946, em caráter inovador, determinava o investimento de 10% do orçamento público da União e 20% do orçamento dos estados com Educação, embora a União e os estados não atingissem essas metas.

### Analfabetismo e ensino secundário elitista
Quase metade da população brasileira com 15 anos de idade, sobretudo na zona rural e em regiões mais pobres, era analfabeta em 1950, ou seja, segundo os registros oficiais da época, incapaz de ler e escrever um simples bilhete. A evasão escolar era alta, já que apenas 15% dos matriculados na 1ª série conseguiam concluir o ensino primário, não sem o registro de ocasionais repetências. No final da década de 1950, metade das crianças em idade escolar encontrava-se fora do sistema educacional.
O ensino secundário público destinava-se sobretudo às elites dirigentes, pois possuía difíceis e concorridos exames de seleção e admissão (feito vestibulares). A Lei Orgânica do Ensino Secundário, aprovada em 1942, garantia um currículo de formação moral, domínio da linguagem e eloquência, habilidades associadas ao administrador público e ao legislador. No final dos ciclos "ginasial" ("ensino fundamental II, hoje em dia) e "colegial" (o atual ensino médio), alunos precisavam passar no "exame de licença", criado para garantir o padrão nacional dos aprovados.
Os alunos que cursassem os ramos de ensino técnico (comercial, industrial ou agrícola) ou de magistério (para seguir carreira de professor) não podiam ingressar no "colegial", que, por sua vez, era a porta de entrada ao ensino superior. Este sistema de ensino nacional, segundo certos historiadores e profissionais da área de Educação, garantia um acesso aos graus superiores bastante restrito às elites e afunilamento social.

### O acesso à universidade nos anos 1950
O crescimento expressivo da população brasileira e a troca do campo pela cidade por muitos cidadãos impactou a educação no Brasil dos anos 1950, pois a procura de empregos e melhores remunerações dependia da passagem obrigatória pelo ensino secundário. É neste contexto que surge as "Leis de Equivalência" do governo Dutra, que pretendiam igualar estudantes de ensino técnico ou de magistério como aptos a concorrerem a uma vaga na universidade. Ainda assim, na prática, as escolas técnicas não traziam os conteúdos exigidos nos exames vestibulares, o que comprometia a equivalência: os diplomas tornaram-se equivalentes, mas as chances de aprovação de estudantes do colegial eram maiores. Nesta época, as notas dos vestibulares não eram eliminatórias, mas classificatórias: os estudantes que atingissem determinada pontuação eram aprovados, mas os mais bem classificados eram aceitos e se matriculavam no número reduzido de vagas, enquanto os "excedentes", mesmo aprovados, não se matriculavam, por falta de vagas. Esses grupos de excedentes criaram movimentos em todo o país para pressionar o governo a aumentar as vagas nas universidades.
Neste período, há expansão do ensino superior no Brasil, em face das mudanças sociais supracitadas e por causa de alteração no Estatuto das Universidades Brasileiras que, a partir de 1945, garante a criação de uma Faculdade de Filosofia, uma de Direito, uma de Economia ou de Serviço Social, ou seja, sem a necessidade obrigatória de integrar as faculdades mais custosas, como as de Engenharia ou Medicina. Tal mudança promoveu aglutinações de escolas superiores isoladas e criação de novas universidades, sendo que muitas delas se tornaram instituições federais em 1953, sob encargo do Ministério da Educação e Cultura (MEC).
O movimento estudantil, que começa a se estruturar de forma sem precedentes nesta época, surge também por conta da seletividade e do sistema educacional elitista. Nos anos 1950, a mobilização dos estudantes é capitaneada pela União Nacional dos Estudantes (UNE) e pela União Brasileira dos Estudantes Secundaristas (UBES), ativas ainda hoje. Associados a outros movimentos sociais, como o operário e o camponês, os movimentos estudantis se fortaleceram em congressos, convenções, manifestações públicas e na ramificação de entidades de base das escolas secundárias e faculdades, o que garantiria forte reação ao golpe de 1964 por vir.

### A LBD de 1961 e a Campanha em Defesa da Escola Pública
A primeira Lei de Diretrizes e Bases da Educação (LDB) era um anteprojeto e, quando foi enviada ao Congresso pela primeira vez por Eurico Gaspar Dutra em 1948, não foi dada a atenção devida pela maioria dos parlamentares, fazendo com que só em dezembro de 1957, nove anos mais tarde, a LDB voltasse à tona. Foi quando o então deputado liberal Carlos Lacerda, da UDN (União Democrática Nacional), famoso por atacar, enquanto jornalista, o segundo governo eleito de Getúlio Vargas e, depois, defender o golpe de 1964 (juntando-se, mais tarde, à Frente Ampla contra a ditadura), apresentou ao presidente um projeto substituto, que atendia aos interesses de grupos confessionais e empresariais.
De intensos debates entre estudantes universitários, intelectuais, educadores, políticos e movimentos em torno das diretrizes e bases nacionais da Educação, surgiu a Campanha em Defesa da Escola Pública, liderada por educadores como Anísio Teixeira, Fernando de Azevedo, Laerte Ramos de Carvalho, Roque Spencer Maciel de Barros e Florestan Fernandes. O movimento expressava suas ideias e reivindicações em escolas, jornais, junto a deputados e em caravanas populares pelo país, contra o projeto de privatização de Lacerda.
Em 1959, a Campanha em Defesa da Escola Pública lança e circula o manifesto "Mais uma vez convocados", referência à continuidade do "Manifesto dos Pioneiros da Educação Nova" de 1932, e nele defendem a escola pública, gratuita e laica como elemento indispensável de uma democracia. Os educadores do movimento contestavam a acusação de desejarem o "monopólio do ensino" pelo Estado e denunciavam o interesse de grupos econômicos e empresariais em comercializar o ensino.
Apesar de muitas mobilizações sociais e discussões, o projeto de Carlos Lacerda é promovido sem alterações e torna-se a LDB 4.024/61, que consagra os interesses privatistas. A lei declarava a educação como direito do cidadão, mas sem compromisso de prover tal direito a todos, favorecendo a iniciativa privada através de subvenções e financiamento para construção, reforma e aquisição de equipamento para escolas. As diretrizes desta lei estabeleciam a flexibilização dos cursos, instalação de institutos de pesquisa, a autonomia universitária, as universidades públicas como autarquias ou fundações e as universidades particulares como fundações ou associações. Os educadores e estudantes contrários à lei reclamavam ou denunciavam que ela ignorava as pautas dos estudantes para a reforma do ensino superior.
Quando chegou à presidência, o presidente João Goulart veta parcialmente a lei, destacando dispositivos que considerava "inconstitucionais ou contrários aos interesses nacionais". Uma das polêmicas que teria justificado os vetos se deve à preocupação de não piorar a defasagem básica no fato de que a lei obrigaria as professores do ensino primário a prestarem exames de aferição de suas competências, o que causava possíveis consequências negativas na aplicação e afugentaria do magistério "as pessoas que não alcançam os níveis desejáveis de qualificação, mas são, muitas vezes, as únicas disponíveis". Ao invés dos exames de qualificação, Goulart sugere a criação de programas de formação continuada do magistério em exercício, elaboração e difusão de materiais de ensino, instruções e guias que apoiassem a docência dos professores que fossem improvisados.

### Luta pela Universidade Democrática e Popular
A partir de 1960, depois de se posicionar no campo político das esquerdas durante toda a década anterior, a UNE (União Nacional dos Estudantes) intensifica seus seminários e atinge repercussão nacional, com os desdobramentos da Campanha em Defesa da Escola Pública. A entidade repudia a LDB de Carlos Lacerda, por considerá-la "lesiva aos interesses populares", mesmo com os vetos do presidente João Goulart, e lança-se também, junto a educadores e outros movimentos, numa luta pela reforma universitária.
A Juventude Universitária Católica (JUC), conservadora, possuía hegemonia em 1962, quando a UNE apoia o Centro Popular de Cultura, integrado por artistas, intelectuais e estudantes de esquerda que sentiam a necessidade de criar e divulgar uma arte popular que fosse revolucionária, com greves operárias e lutas dos camponeses pela reforma agrária. Desde a década passada, a própria arte no Brasil ganhava como um todo novas práticas, experimentações e contornos, tanto na literatura quanto na arquitetura, teatro e cinema, devido ao espaço democrático determinado pelo fim do Estado Novo e que dura até o golpe de 1964. Em maio de 1961, ocorre o I Seminário Nacional de Reforma Universitária, que produz a "Declaração da Bahia", na qual os estudantes revindicavam uma "universidade comprometida com as necessidades concretas do povo brasileiro".
Reforçado depois pela "Carta do Paraná", o documento exigia a democratização da universidade, a extinção das cátedras, a adoção do tempo integral em contratos docentes e a representação tripartite de professores, funcionários e estudantes nos colegiados universitários, em que cada categoria pudesse representar 1/3 das votações. A UNE Volante é criada em 1962 para divulgar a "Declaração da Bahia" e a "Carta do Paraná" por todo o país. Neste mesmo ano, ocorre a "greve do 1/3", cuja grande paralisação de boa parte das universidades a favor da paridade nos órgãos colegiados causa repercussões nacionais. No Ceará, universitários ocuparam e fecharam os prédios de faculdades, até que o Exército, ordenado por João Goulart, reintegrasse a posse.
O presidente João Goulart, posteriormente deposto pelo golpe militar, não se opunha à expansão das vagas no ensino superior e via urgências nas pautas do movimento estudantil. Para tal, lança, em 1963, o Plano Trienal de Educação, e, em 1964, o Programa Nacional de Matrículas, que previam investimentos e medidas para que as faculdades das áreas de Saúde e de Tecnologia duplicassem suas matrículas nas séries iniciais. Naquele momento, também ocorre a unificação dos vestibulares, para facilitar o acesso ao ensino superior. Nas famosas e, para a elite brasileira, controversas Reformas de Base do governo João Goulart, que contemplavam reforma agrária e social, exigências de vários setores, era incluída também a reforma educacional, onde propostas da UNE eram escampadas, como a democratização do acesso ao ensino superior, o fim da cátedra nas universidades e uma maior participação dos estudantes nos colegiados.

### A reforma educacional de João Goulart, Darci Ribeiro e Anísio Teixeira
A política educacional do governo João Goulart foi capitaneada por Darci Ribeiro, que deixou a reitoria da Universidade de Brasília (UnB), em que tinha sido nomeado em 1961 e idealizou em 1959 naquele contexto da construção de Brasília pelo então presidente Juscelino Kubitschek, para ir à frente do Ministério da Educação e Cultura de setembro de 1962 a janeiro de 1963, quando o gabinete era chefiado pelo primeiro-ministro Hermes Lima, no modelo parlamentarista, e por Júlio Sambaqui, que ocupou a pasta no período presidencialista, de outubro de 1963 até o golpe militar de abril de 1964.
A ampliação de matrículas, a intensificação de escolaridade, a aplicação de recursos em convênios assinados entre o governo federal e os governos estaduais fizeram parte das primeiras políticas educacionais de Darci Ribeiro, ao submeter o Programa de Emergência do Ministério da Educação e Cultura, em 1962. Naquela altura, as próprias estatísticas do documento ministerial demonstravam a gravidade da situação educacional do país e a urgência por mudanças. No ensino primário, apenas 46% das crianças de sete a 11 anos estavam matriculadas, sendo que, desse total, a metade estava cursando a primeira série, apenas 21,4% alcançavam a segunda, 19,3% a terceira e 14,1% a quarta; no ensino médio, que possuía regulamentação centralizada e considerada muito inadequada para o desenvolvimento nacional, apenas nove de cada cem jovens teriam acesso às escolas.
O 1º Plano Nacional de Educação, elaborado pelo Conselho Federal de Educação e tendo como relator o professor Anísio Teixeira, em sua contínua saga desde as duas últimas décadas por uma educação brasileira pública de qualidade, é homologado em outubro de 1962. Este Plano cria o Fundo Nacional de Educação e prevê a aplicação de 12% da receita de impostos da União à constituição desse Fundo, para os recursos serem destinados aos ensinos primário, médio e superior em proporções iguais. A aplicação de tal montante só acontece durante a gestão de Darci Ribeiro. O Plano Nacional de Educação contemplava também uma séria e importante medida sem precedentes no país: a alfabetização, até 1970, de todas as crianças, adolescentes e jovens entre 7 e 23 anos. A meta exigiu a criação do Plano Trienal de Educação para o período de 1963 a 1965, prevendo a aplicação de recursos nos três níveis de ensino com montantes mais substanciais do que aqueles que a legislação garantia - 12% da receita tributária em 1963, 15% em 1964 e 20% em 1965. Darcy Ribeiro deixa o Ministério em janeiro de 1963 e assume a chefia do Gabinete Civil da Presidência da República, o que interrompe o planejamento esboçado nos cinco meses intensos em que se dedicou à pasta.
Júlio Sambaqui, nome ligado à educação profissional, foi o último ministro da Educação e Cultura do governo Jango. Ele já atuava na direção do Departamento de Administração do Ministério. Incentivou iniciativas ao programa de alfabetização de adultos baseado no inovador Método Paulo Freire, provocando reações dos setores conservadores. Os programas de educação do Ministério, contudo, tiveram adesão dos serviços de teatro, cinema, rádio e televisão, e ele apoiou as caravanas da cultura promovidas por Paschoal Carlos Magno, que levavam atividades culturais e educativas para diversas regiões do Brasil. O salário dos professores do interior no campo do ensino primário foram suplementados para evitar o abandono do ensino e foram estimuladas campanhas intensivas de formação e aperfeiçoamento do magistério. A Campanha para Formação Intensiva da Mão-de-Obra Industrial foi desenvolvida na área do ensino médio. No ensino superior, o número de vagas nas faculdades foram duplicadas para o aproveitamento integral de candidatos aprovados nos exames vestibulares, resolvendo em grande parte o problema dos excedentes explicado nas seções anteriores.
Mas, com o golpe de 1964, Júlio Sambaqui, como quase todos, foi exonerado do Ministério e as iniciativas renovadoras de sua gestão foram suspensas.

## O golpe de 1964
O golpe civil-militar de 1º de abril de 1964 marca um ponto de virada em todos os setores políticos, econômicos e sociais do Brasil. Jamais seria diferente com a Educação, como veremos melhor, na próxima seção, as práticas empregadas a partir do golpe, mas, logo de início, perseguiu, sistemática e violentamente, cidadãos, jornalistas, políticos, intelectuais e os educadores que, de acordo com o julgamento do regime, fossem contrários aos supostos "interesses nacionais", especialmente Darcy Ribeiro, Anísio Teixeira e Paulo Freire, destituídos de todos seus cargos e exilados, com exceção do segundo, que foi encontrado morto em 1971 no fosso de um elevador, com suspeitas de que tenha sido vítima das forças de repressão do governo Médici.
As iniciativas do então ministro da Educação e Cultura Júlio Sambaqui são suspensas e ele, exonerado. As experiências de alfabetização de adultos de Paulo Freire, conhecida como Método Paulo Freire, que defendia a Educação Popular e acoplava leitura, escrita e a apropriação crítica das reais condições de vida a uma mudança social, foram imediatamente interrompidas pela ditadura militar. A ditadura substitui esses programas pela imposição da Reforma Universitária (Lei 5.440/68) e o sistema Mobral, com técnicas tradicionais de alfabetização, ao invés do método freiriano.
Os governos militares assumiram a bandeira da reforma tributária contida nas "reformas de base" do programa de governo do presidente eleito João Goulart, depois de depô-lo no golpe, mas limitaram-a a medidas de suposta modernização administrativa e pedagógica. O problema dos excedentes persistiu e, ao longo da década de 1970, a estratégia para enfrentá-lo foi tão somente no sentido de liberar as autorizações para a abertura de instituições de ensino superior privadas no país, piorando, contendo ou deixando na mesma a situação social do acesso ao ensino.
As destituições, obrigações e perseguições iniciais da ditadura militar, que interrompe abruptamente os projetos que vinham sendo construídos há mais ou menos três décadas, com avanços e recuos, por reforma popular e democratização do ensino, prenunciavam o estilo que a educação brasileira viveria a partir de então.

## Educação no Brasil a partir de 1964

### O campo da História da Educação e a ditadura militar no Brasil
Na época do golpe se criou uma cultura escolar do ensino de história do Brasil. Houve uma intensa ingerência dos militares no ensino brasileiro.

### Educação e movimentos sociais nos anos 1960

#### Movimento estudantil de resistência e os movimentos conservadores

Estudantes da Universidade de São Paulo e da Universidade Mackenzie enfrentando-se na Rua Maria Antônia, em São Paulo, no evento que ficou conhecido como a Batalha da Maria Antônia, em 1968. De um lado, estudantes ligados à esquerda e ao movimento estudantil contra a ditadura militar. Do outro, estudantes ligados à direita, alguns ao Comando de Caça aos Comunistas.

Os estudantes de direita se auto-intitulavam democráticos e foram atuantes. Ainda haviam heranças do Varguismo na política universitária brasileira que propiciaram a abertura política. Até 1973, o regime militar se inspirou nas medidas populistas da última ditadura varguista O ensino focava na ordem social. A ideologia republicana fortaleceu os movimentos conservadores na época. O movimento estudantil na época sofreu ampla influência estrangeira naquele contexto.
A universidade continuou sob domínio da esquerda na época, com intensos debates políticos e estratégias de resistência ou luta.

### Acordos e políticas educacionais

#### Os acordosMEC-USAID
A USAID patrocinava o ensino básico brasileiro a troco de interferir no currículo dos alunos. Até hoje se entende de maneira muito simplista esse financiamento. Usava-se o livro didático como ferramente de se buscar referências no passado para a repressão.

### A reforma do Ensino Superior e a modernização autoritária
Para Cunha, houve literalmente um golpe na educação e em outros sentidos também. Se tentava esquecer do passado no ensino apesar do processo não ter sido bem-sucedido, criando-se as pós-graduações. Legitimava-se o conhecimento técnico e as Humanidades eram escamoteadas. A educação física recebeu incentivos na época da ditadura no ensino médio para a conscrição e se reforçou o filtro por concurso para que se entrasse menos estudantes oriundos de camadas populares apesar da dificuldade da maioria dos cursos serem baixa, visando organizar fordianamente o ensino.

### Mobral e a educação de jovens e adultos

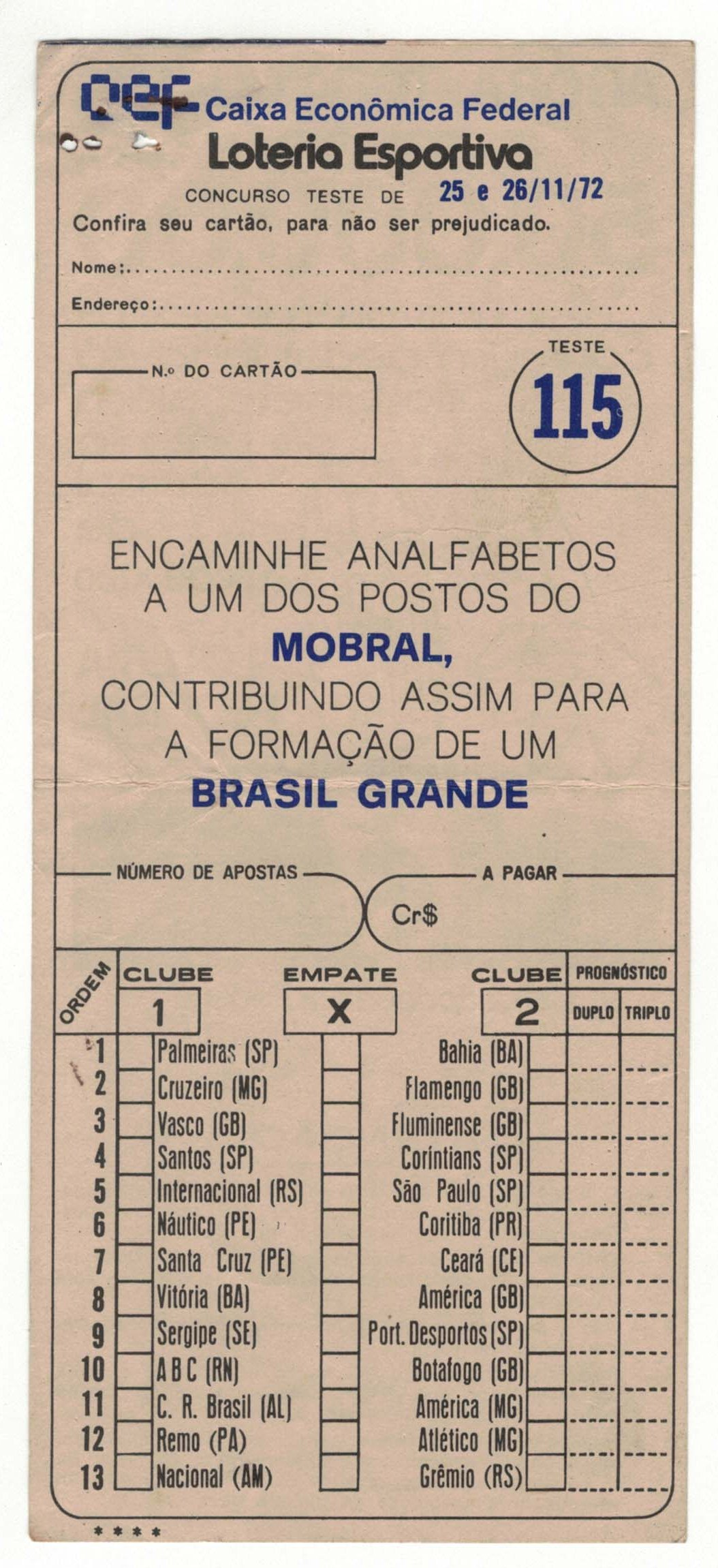
Um bilhete da Loteria Esportiva, de 1972, com mensagens sobre o MOBRAL.

O Mobral surge pouco antes do AI5. E assim o próprio Mobral foi um erro. Se criou os chamados colégios polivalentes na época voltados para o EJA.

### A Indústria cultural e as políticas para os livros didáticos
O ensino do regime militar acompanhava as tendências da indústria cultural da época.

### A reforma da escola e dos currículos

#### A criação das escolas de 1o e 2o graus – a Lei n. 5.692/71
Durante a época se criou as escolas de primeiro grau em separado das de segundo grau.

### AEducação Moral e Cívica
Esse procedimento teve uma produção didática relevante no período. e tinha um caminho metodológico coerente na época.

### Organização Social e Política do Brasil
Após o regime militar de 1964, as sucessivas reformas da educação, com a obrigatoriedade curricular e reformulação da disciplina Educação Moral e Cívica (EMC) chegou a extinguir as disciplinas de Sociologia e Filosofia, reunindo parte do seu conteúdo sob a OSPB. Em 1991, no Governo Fernando Collor, houve uma tentativa sem sucesso de revogação do Decreto-Lei nº 869, o que só teve êxitos dois anos depois em 14 de junho de 1993, através da Lei nº 8.663, sendo revogado pelo presidente Itamar Franco que então considerou a matéria desnecessária.

### O ensino de Educação Física
O ensino de educação física ficou dividido entre resistência e submissão a ditadura, mas nunca tentando eliminar as influências do então regime autoritário. Ela também foi feita para desmobilizar os movimentos de massa mesmo em regiões interioranas de padrão de vida alto para mediano. Estudos negam que se tenha tido educação, moral ou cívica no ensino da época. O ensino era majoritáriamente de professores brancos de classe média nas regiões de maioria parda ou indígena.

## Comparações com os períodos democráticos

### Falta de transparência pública e de dados
A dificuldade principal em se comparar a educação durante a ditadura militar com os períodos posteriores à redemocratização, ou mesmo antes do golpe de 64, deve-se sobretudo por conta das censuras e restrições de transparência pública dos governantes do regime. Por exemplo, em 1973, os militares da ditadura restringiram a estrutura do Instituto Nacional de Estudos e Pesquisas Educacionais Anísio Teixeira (Inep), órgão fundado em 1937, que coordena os sistemas de avaliação do ensino no Brasil, ao fechar os centros regionais de pesquisa e, em 1976, ao fechar o Centro Brasileiro de Pesquisas Educacionais (CBPE). O Saeb, Sistema de Avaliação da Educação Básica, órgão competente para avaliar o Ensino Fundamental e o Ensino Médio, só foi estruturado em 1988, ano da redemocratização, e implementado a partir de 1990.
Para estudiosos da área de Educação, esta falta de memória histórica e de transparência pública promovida pela ditadura militar contribuiu para que grande parte dos cidadãos brasileiros não soubessem ou ainda não saibam o que de fato ocorreu, inclusive na Educação, de 1964 a 1985.

### Alfabetização infantil
Dados do censo demográfico do Instituto Brasileiro de Geografia e Estatística (IBGE) revelam que há mais crianças alfabetizadas atualmente no Brasil, após a redemocratização, do que durante o governo militar. De acordo com dados da publicação Estatísticas do Século XX (2006), durante os chamados "anos de chumbo", período onde a repressão foi acirrada durante o regime militar, ou seja, de 1968 a 1974, cerca de 24 a cada 100 crianças de 10 a 14 anos não sabiam ler nem escrever. Mas, a partir da década de 1990, a proporção do analfabetismo infantil cai e, durante o período democrático, em média, 5 a cada 100 crianças de 10 a 14 anos são analfabetas. O veículo Aos Fatos, que monitora e checa desinformações e notícias falsas, sobretudo em redes sociais, fez a média da porcentagem da população analfabeta no Brasil na faixa etária citada anteriormente, presentes no Censo de 1970, no Censo de 1980 e no de 1990. 23,8% foi o resultado da média e, usando os dados de 1970 e 1980, verificou-se uma média de 27,6%, 28%, isto é, 28 crianças a cada 100 não sabiam ler e escrever durante aquele período militar.
O Estatísticas do Século XX revela que a proporção de "analfabetos funcionais", condição entendida como a de pessoas que não completaram a quarta série do ensino fundamental, caiu de 53,3%, em 1978 (época da gradativa abertura política), para 34,8%, em 1997. Entre estas mesmas datas, as pessoas que contaram com ensino médio completo ou incompleto (9 a 11 anos de estudo) passaram de 7% para 15,3%, enquanto o percentual dos que tinham 12 ou mais anos de estudo aumenta de 3% para 6,9%. Segundo escreve o sociólogo argentino Carlos Hasenbalg na publicação do Estatísticas do Século XX, tendo ele trabalhado no Brasil desde 1969, fazendo deste país foco de suas preocupações intelectuais, "Estes dados indicam uma melhoria significativa no perfil educacional da população, mas também mostram a longa distância a ser percorrida até a universalização do ensino fundamental completo."
A partir da redemocratização, consolida-se legislação que exige a obrigatoriedade do acesso à escola e, de 1988 até 2018, o Brasil saltou de 8 anos de escolarização obrigatória para 14 anos. O sentido da Constituição Federal de 1988 foi no de tornar a Educação livre, democrática e plural, universalizar o acesso ao Ensino Fundamental e, progressivamente, atingir a totalidade da Educação Básica, onde se inclui a Educação Infantil, o Ensino Fundamental e o Ensino Médio. O Aos Fatos, para chegar à medida de 5 a cada 100 crianças de 10 a 14 anos analfabetas a partir da década de 1990, usou dados dos anos 2000 e 2010, que é de 4,9%.
Em relação aos anos anteriores ao golpe de 64 e aos governos militares, houve redução no número de crianças analfabetas durante a ditadura militar. O Censo de 1960 mostra que quase 40% das crianças entre 10 e 14 anos não sabiam ler e escrever, número que caiu progressivamente até alcançar 18,9% no Censo de 1990, poucos anos depois do final do governo militar. Ainda assim, durante os governos de Emílio Médici e Ernesto Geisel, amplamente considerados como os mais "duros" do regime, houve desaceleração no ritmo de redução do analfabetismo infantil.
Entre os censos de 1960 e 1970, a porcentagem de crianças analfabetas na faixa de 10 a 14 anos recuou de 39,7% para 32,9%. Nos anos 1970 a 1980, registrou-se que a queda foi de 32,9% para 25,5%. Entre o Censo de 1980 e o Censo de 1991, a redução do analfabetismo infantil atingiu média de 18,9% entre as crianças de 10 a 14 anos.
É durante o período democrático que o acesso ao Ensino Fundamental passa a ser universalizado. De acordo com os dados do Censo de 2010, apenas 2,5% das crianças de 10 a 14 anos eram analfabetas.

### Reprovação escolar
É difícil comparar historicamente dados da reprovação escolar no Brasil, também chamada de repetência, porque, até o ano de 1993, os censos escolares do Brasil só registravam como repetentes os alunos que reprovavam e voltavam a se matricular nas escolas, conforme apura o estatístico Ruben Klein, do Laboratório Nacional de Computação Científica, em aprofundado artigo publicado pelo Inep. Assim, os alunos que deixavam de frequentar a série ao longo do ano eram incluídos em estatísticas de evasão escolar, não nas de repetência. Para resolver a questão, Klein sugere uma metodologia de série corrigida dos dados de repetência do Censo Escolar.
Em texto de 2018 intitulado "A Educação era melhor na época da ditadura?" para a Nova Escola, Ana Rita Cunha, do Aos Fatos, e a jornalista Paula Calçade consideram a metodologia de Klein e, portanto, a série que vai de 1981 a 2001, pegando os cinco anos finais da ditadura militar que permitem avaliar o resultado e a consolidação final das políticas educacionais daquele período de 21 anos do regime. Há redução considerável da reprovação escolar nos anos iniciais do período democrático, sobretudo na primeira série. Em contrapartida, no final da ditadura militar, os dados mostram que mais da metade das crianças que entravam na primeira série repetiam de ano. Em 2001, tal proporção cai para 32%, revelando a persistência da reprovação e avanços significativos. Segundo Ruben Klein, no artigo "O Censo Educacional e o modelo de fluxo: o problema da repetência", a melhoria na repetência é associada ao maior acesso à pré-escola. Em 1980, a taxa de atendimento escolar de crianças de 4 a 60 anos era de 28%; tal índice saltou para 90% em 2015, de acordo com dados da Pesquisa Nacional por Amostra de Domicílios (Pnad), do IBGE.
Ao longo do período democrático, também houve avanços nos anos finais do Ensino Fundamental na redução da reprovação escolar: já nos anos finais do regime militar, as taxas de reprovação estavam em 45% para os alunos que cursaram a 5ª série e 25% para os alunos que cursaram a 8ª série. Em 2001, a reprovação na 5ª série era de 28% e na 8ª série, 15%.

### Frequência e atendimento escolar
A taxa de frequência escolar aumenta consideravelmente a partir do fim da ditadura militar, em 1985, como mostram índices do IBGE. Apesar da taxa de atendimento escolar (isto é, parcela da população matriculada no ensino regular) ter se expandido durante a ditadura, principalmente na faixa de 7 a 17 anos, a consolidação do acesso ao Ensino Fundamental e ao Médio se dá no período democrático, que também promove de maneira expressiva uma expansão do acesso ao ensino pré-escolar.
A escolarização obrigatória, como direito de todos dos 4 aos 17 anos de idade e como responsabilidade do poder público, é uma conquista da democracia. Após a redemocratização, o entendimento da Constituição foi no sentido de que nenhuma família brasileira deixasse suas crianças fora da escola e que cabe ao Estado oferecer escolas e ensino livre, democrático e plural.
Como comparação, 67,1% da população brasileira de 7 a 14 anos frequentavam a escola, número que sobe para 81,8% em 1985, último ano do governo militar, segundo registra o relatório Estatísticas da Educação Básica do Brasil, do Inep. O atendimento escolar de crianças de 7 a 14 anos salta para 91,6% em 1991, segundo o relatório já citado do Ministério da Educação, e alcança 98,5% em 2015, de acordo com a Pnad, realizada pelo IBGE.
No período militar, a proporção de crianças matriculadas na pré-escola teve avanços, mas a maioria da população de 4 a 6 anos passou a ser atendida no período democrático: 9,3% das crianças de 4 a 6 anos estavam matriculadas em escolas em 1970, parcela aumentada em 1985 para 28,6%, e que saltou, segundo dados da Pnad, para 72,5% em 2005, alcançando 90,5% em 2015. Já dos jovens de 15 a 17 anos, em 1970, apenas 40,1% estavam matriculados em escolas, sendo que tal porcentagem sobe para 59,2% em 1985. Este primeiro ciclo de expansão se deu em grande parte por causa da legislação: a obrigatoriedade do ensino foi instituída pela primeira vez no Brasil na Constituição de 1934, mas apenas foi regulamentada em 1961, com a primeira Lei de Diretrizes e Bases da Educação Nacional (LDB), que regulamentou a obrigatoriedade dos quatro anos iniciais do Ensino Fundamental, na época chamado de ensino primário, sendo que o ingresso nos quatro anos seguintes, chamados de ginásio, exigia um exame de admissão (uma espécie de vestibular). Em 1971, foi promulgada a segunda LDB, instituindo a obrigatoriedade dos 8 anos do Ensino Fundamental e extinguindo o exame ginasial. Esta nova legislação ampliou a permanência de jovens nas escolas.
Foi nos anos 1990 que houve, até então, a maior expansão de matrícula de jovens de 15 a 17 anos, a partir da Constituição de 1988 e da atual LDB, quando o Ensino Médio passa a ser obrigatório e novas etapas são criadas, ampliando as matrículas. Em 1991, salta para 69,2% a parcela de jovens de 15 a 17 anos matriculados na escola. Em 2015, significativos 84,3% dos jovens brasileiros de 15 a 17 anos frequentam a escola, de acordo com a Pnad do IBGE.

### Porcentagem do PIB investido em Educação
Como se sabe, a Educação no Brasil é de competência de governos e instituições federais, municipais e estaduais. Dados do IBGE (até 1990) e levantamento da Unesco (a partir de 1995) atestam, em gráficos, que o Brasil ampliou de maneira significativa e sem precedentes a parcela de investimento em Educação em relação ao Produto Interno Bruto (PIB) a partir do fim da ditadura e durante o período democrático: em 1980, as despesas com Educação dos governos federais, estaduais e municiais representaram 2,46% do PIB do país, conforme mostra relatório do Estatísticas do Século XX, enquanto que, ao fim do regime militar, em 1985, tais despesas passaram a representar 2,72% do PIB.
A partir do processo de redemocratização, os investimentos em Educação ganham uma alta significativa: passam a representar 4,5% do PIB em 1995, de acordo com dados da Unesco. Nos anos iniciais do século XXI, os investimentos aumentaram e, em 2014, representavam 5,95% do PIB, ainda segundo a Unesco. Durante os governos de Luiz Inácio Lula da Silva (2003-2010) e de Dilma Rousseff (2011-2016), as descobertas de camadas do pré-sal brasileiro representaram, no nível político, a oportunidade e a disseminação da ideia de se usar abundantemente os recursos dos royalties do petróleo a serem divididos com União, estados e município para Educação e outras áreas básicas, como saúde.
Vinculado à expansão do atendimento escolar, analisada na seção anterior deste verbete, o aumento do investimento em Educação ficou associado à conquista democrática, que é constante e em construção no Brasil, no sentido de investimento financeiro, acesso e permanência a um sistema escolar de qualidade e instrução para todos.

### Liberdade de cátedra dos professores
A ditadura militar restringiu, durante a maior parte do seu período, a liberdade de cátedra dos professores, a liberdade para ensinar e pesquisar sem censura, tutela militar ou perseguição política. Dois anos após o golpe de 1964, a Constituição Federal de 1967 (promulgada após abertura extraordinária do Congresso Nacional — que foi fechado pelo governo militar em outubro de 1966) menciona o direito à liberdade de cátedra na seção sobre Família, Educação e Cultura ("Artigo 167, VI - é garantida a liberdade de cátedra"), mas tal menção passa a ser excluída após uma rígida emenda constitucional em 1969, atribuída pelos Ministros da Marinha de Guerra, do Exército e da Aeronáutica Militar. Esse direito só voltou a ser garantido, fortalecido e aprofundado no Brasil com a Constituição de 1988, em Assembleia Nacional Constituinte, com amplo debate nacional, sobretudo em seu importante Artigo 206.
Entre 1964 e 1966, ou seja, nos primeiros anos do regime militar, vigorou a Constituição promulgada em 1946, durante a chamada Quarta República Brasileira, após o Estado Novo, que, mesmo marcado pelo autoritarismo), garantia a liberdade de cátedra na seção sobre Educação e Cultura.
O endurecimento da ditadura ocorre a partir do Ato Institucional nº 5 (AI-5), em dezembro de 1968, com novo fechamento do Congresso, instituição da censura prévia, cassação de direitos políticos e aumento do poder do presidente militar indireto. Como dito anteriormente, a emenda constitucional do ano seguinte exclui o trecho sobre a liberdade de cátedra. Essa emenda instituía que era resguardada a "liberdade de comunicação de conhecimentos no exercício do magistério", desde que não houvesse o "abuso de direito individual ou político com o propósito de subversão do regime democrático ou de corrupção", mas, a grosso modo, bastava um professor ou professora ser considerado subversivo que poderia sofrer suspensão dos direitos individuais ou políticos por um período de dois a dez anos ou em tempo indefinido.
Tais atos de repressão mudaram o perfil dos intelectuais brasileiros, que, quando não foram exilados, tornaram-se mais circunscritos ao ambiente acadêmico das universidades. Segundo certos estudiosos, justamente por causa desse momento, que limitou a atuação dos professores como um todo, criou-se até hoje uma cultura de afastamento de intelectuais da política, do povo e sua práxis. Até o golpe de 1964, os intelectuais brasileiros voltados à área da Educação eram operadores da política, como Anísio Teixeira, Darci Ribeiro e Paulo Freire, postura que os dois últimos retomarão após a redemocratização, enquanto o primeiro não pôde, por ter sido morto misteriosamente durante a ditadura militar.
A Constituição de 1988 retoma a liberdade de cátedra, embora ela não apareça citada nominalmente. No Artigo 206, inciso II, é garantida a "liberdade de aprender, ensinar, pesquisar e divulgar o pensamento, a arte e o saber" e só pode ser limitada quando em choque com outro direito fundamental.

### Conclusão
Durante o regime militar, vimos que houve expansão do Ensino Fundamental e maiores taxas de alfabetização em relação aos períodos anteriores, mas com momentos de desaceleração; foi após a redemocratização, nos anos da democracia que o analfabetismo infantil abaixou consideravelmente de nível, com legislação, regulação e políticas próprias, e que foi garantida liberdade de ensino, universalização do Ensino Fundamental, queda nas taxas de reprovação escolar, aumento de vagas na pré-escola e ampliação do investimento em educação básica.

## Estudantes assassinados (lista incompleta)
- Edson Luís de Lima Souto (1950-1968), estudante secundarista assassinado por policiais militares as 18 anos, durante um confronto no restaurante Calabouço, centro do Rio de Janeiro. Ver também Caso Edson Luís.
- Carlos Eduardo Pires Fleury (1945-1971)
- Cilon Cunha Brum (1946-1974)
- José Wilson Lessa Sabbag (1943-1969)
- Luiz Almeida Araújo (1943-1971)
- Maria Augusta Thomaz (1947-1973)
- José Roberto Spigner (1948-1970)

## Educadores exilados, mortos ou resistentes
- Anísio Teixeira (1900-1971), educador seminal na História do Brasil desde os anos 30, defensor de uma educação republicana livre e laica, criador do modelo de escola de tempo integral, secretário de Educação do estado da Bahia e do Rio de Janeiro, coordenador da CAPES (Coordenação de Aperfeiçoamento de Pessoal de Ensino Superior), diretor do INEP (Instituto Nacional de Estudos e Pesquisas Educacionais), que hoje leva seu nome, participante de destaque no movimento Escola Nova, idealizador e criador da Escola Parque da Bahia e do CBPE, destituído de todos os seus cargos logo no começo da ditadura, teve os seus direitos políticos cassados pelo Ato Institucional nº 1 (AI-1), morto misteriosamente em 11 de março de 1971, seu corpo achado no fosso de um elevador, com versão controversa propagada pela ditadura militar.[49] Embora o laudo da perícia tenha apontado morte acidental, há suspeitas de que tenha sido vítima das forças de repressão do governo Médici.[49]
- Paulo Freire (1921-1997), educador brasileiro reconhecido internacionalmente por sua práxis educativa, coordenador do Programa Nacional de Alfabetização (interrompido em 1964), famoso por ter inventado novo método de alfabetização infantil ligado à conscientização e educação ligada à crítica social chamado de Método Paulo Freire, o que justamente o fez ser um dos primeiros brasileiros a serem exilados pela ditadura militar.[50] Logo em 1964, é acusado de subversão e é preso durante 72 dias, partindo depois para o exílio no Chile, onde trabalha por cinco anos no Instituto de Capacitação e Investigação em Reforma Agrária (Icira) e escreve seu livro principal, Pedagogia do Oprimido (1968).[50] Faz passagens por diversos países, inclusive Estados Unidos e Suíça, levando seu método e servindo como consultor educacional a governos de diversas nações, sobretudo países pobres e na maioria no continente africano.[50] Volta ao Brasil em 1980, época da abertura política, quando filia-se ao Partido dos Trabalhadores e retorna à prática política brasileira.[50]
- Darci Ribeiro (1922-1997), educador, escritor, político e antropólogo, ministro da Educação do Brasil (1962-1963), criador da Universidade de Brasília junto a Anísio Teixeira e o arquiteto Oscar Niemeyer, coordenador de implantação de reformas estruturais enquanto ministro-chefe da Casa Civil no governo de João Goulart, quando houve o golpe de 1964, que o obrigou a se exilar.[51] Retorna ao Brasil em 1976, quando volta a atuar na política (vice-governador do Rio de Janeiro, de 1983 a 1987, com o governador Leonel Brizola, senador pelo Rio de Janeiro de 1991 até sua morte em 1997) e na educação em uma série de feitos substanciais nessas duas áreas.[51]
- Florestan Fernandes (1920-1995), que dá nome a diversas escolas espalhadas pelo Brasil, militante político e professor universitário, sociólogo de obra importante, é aposentado compulsoriamente pelo governo militar após a promulgação do Ato Institucional nº 5 (AI-5), o qual o faz se exilar nos Estados Unidos e no Canadá, onde leciona nas universidades de Yale, Columbia e Toronto.[52] Retorna ao Brasil em 1972 e escolhe a Pontifícia Universidade Católica de São Paulo (PUC-SP) para lecionar.[52] Mesmo depois da ditadura, não quis se reintegrar à USP, Universidade de São Paulo.[52] Em 1986, um ano após o fim da ditadura, ingressa no Partido dos Trabalhadores e é eleito deputado constituinte pelo partido.[52] Em 1990, foi reeleito para a Câmara.[52]

## Livros durante a ditadura militar

### Livros e autores proibidos ou censurados
Durante a ditadura militar brasileira (1964-1985), diversos autores estrangeiros e cerca de 140 livros de autores brasileiros foram oficialmente vetados pelo Estado.

### Livros escolares e manuais
A ditadura concentrou o poder econômico em todos os setores, inclusive no mercado editorial, além de censurar certos livros e autores que fossem julgados como "subversivos", "imorais" ou "perigosos", com o apoio da indústria gráfica e da produção de papel, criando programas governamentais de compra de livros escolares para favorecer algumas empresas e difundir manuais alinhados com os valores conservadores do regime.